# 圣马丁达布卢瓦
圣马丹达布卢瓦（法語：Saint-Martin-d'Ablois，法語發音：[sɛ̃ maʁtɛ̃ dablwa]）是法国马恩省的一个市镇，位于该省西部，属于埃佩尔奈区。

## 地名
在法国大革命结束至1952年期间，圣马丹达布卢瓦名为“阿布卢瓦”（Ablois）。

## 地理
圣马丹达布卢瓦（49°0'45"N, 3°52'4"E）面积21.88 平方千米，位于法国大東部大區马恩省，该省份为法国东北部内陆省份，北起阿登省，西北接埃纳省，西南接塞纳-马恩省，南至奥布省，东南接上马恩省，东临默兹省。
与圣马丹达布卢瓦接壤的市镇（或旧市镇、城区）包括：布尔索、勒拜济勒、布吕尼-沃当库尔、埃佩尔奈、费斯蒂尼、厄伊、维奈。
圣马丹达布卢瓦的时区为UTC+01:00、UTC+02:00（夏令时）。

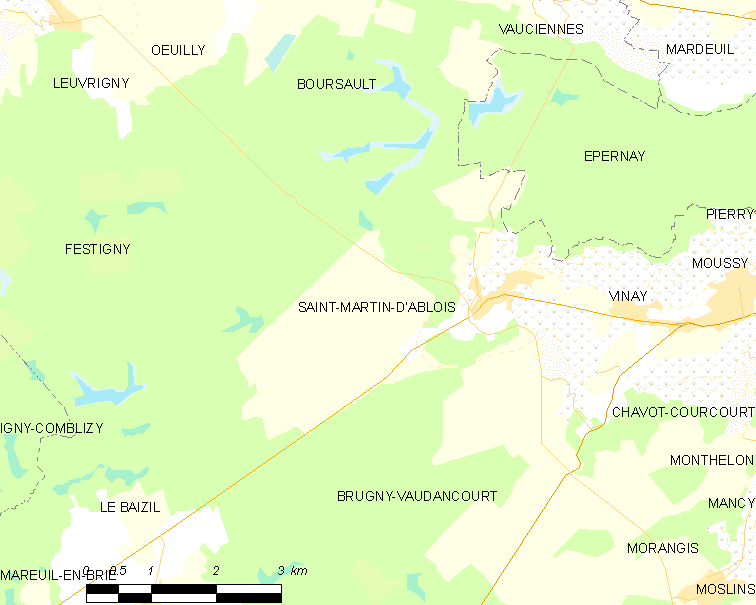
圣马丹达布卢瓦的OSM定位图

## 行政
圣马丹达布卢瓦的邮政编码为51530，INSEE市镇编码为51002。

## 政治
圣马丹达布卢瓦所属的省级选区为多尔芒-香槟景县。

## 人口

1962-2008年间圣马丹达布卢瓦人口变化图示

圣马丹达布卢瓦于2022年1月1日时的人口数量为1355人。